# Dimos Tripoli
Dimos Tripoli (Tripoli) är en kommun i Grekland.   Den ligger i prefekturen Arkadien och regionen Peloponnesos, i den södra delen av landet, 130 km väster om huvudstaden Aten. Antalet invånare är 48 568. Arean är 119 kvadratkilometer. Dimos Tripoli gränsar till Falanthos.
Terrängen i Dimos Tripoli är varierad.